# Vanlig skorpionslända
Vanlig skorpionslända (Panorpa communis) är en insekt som tillhör ordningen näbbsländor och familjen skorpionsländor. Ett annat namn för arten är vanlig kloslända.

## Kännetecken
Skorpionsländan har en kroppslängd på cirka 14 millimeter. Andra källor uppger 15 millimeter  resp 18-22 millimeter. Vingspann 35 millimeter. Därtill har den långa antenner. Ögonen är stora. Som andra näbbsländor har den ett näbblikt förlängt huvud. Mundelarna är bitande. Kroppen är svart och gul, utom bakkroppens spets som är rödaktig. Även det näbblikt förlängda huvudet är något rödaktigt. Bakkroppsspetsen är uppåtböjd. Vingarna är långa och genomskinliga med mörka fläckar. 

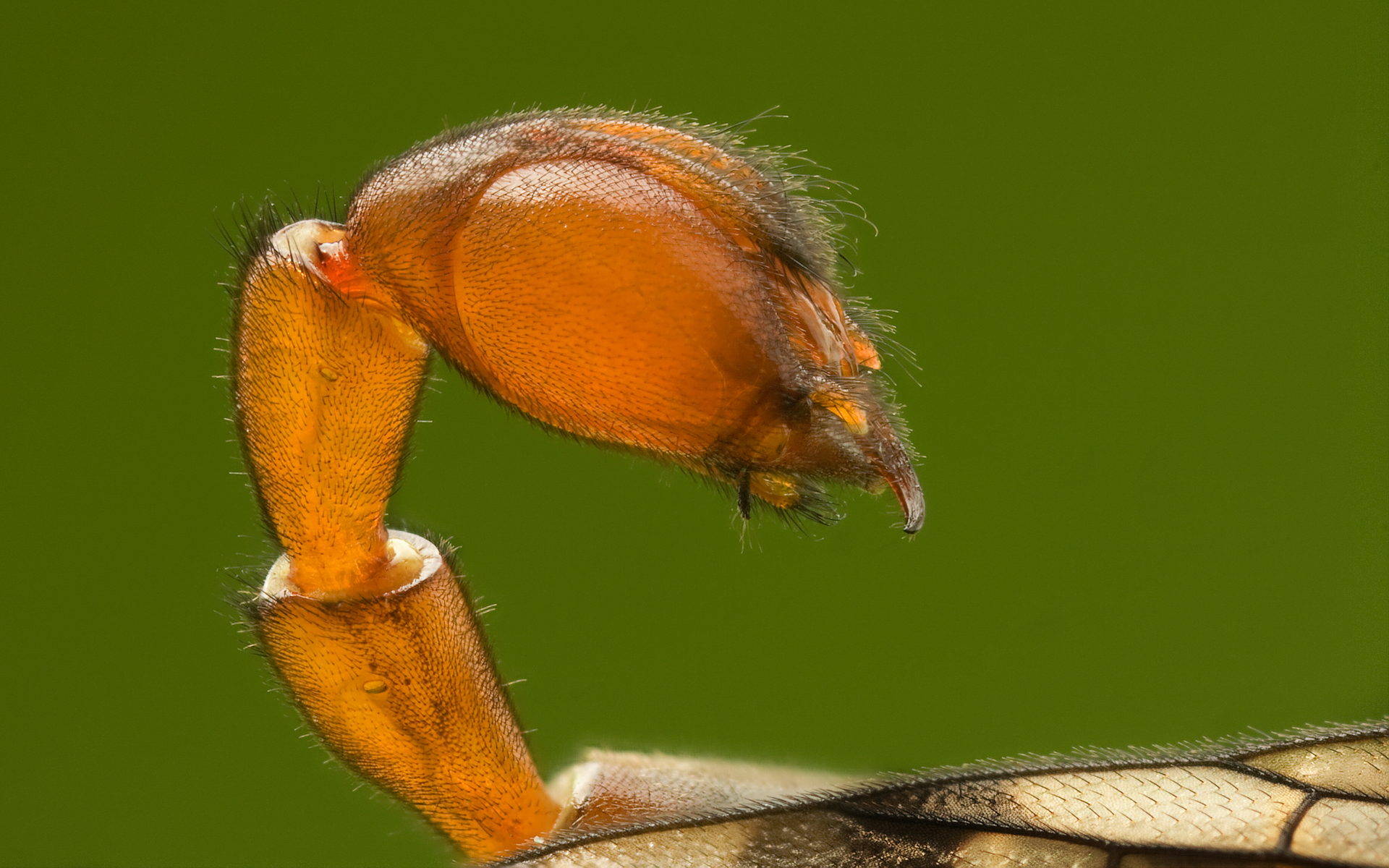
Närbild på hanens bakkroppsspets.

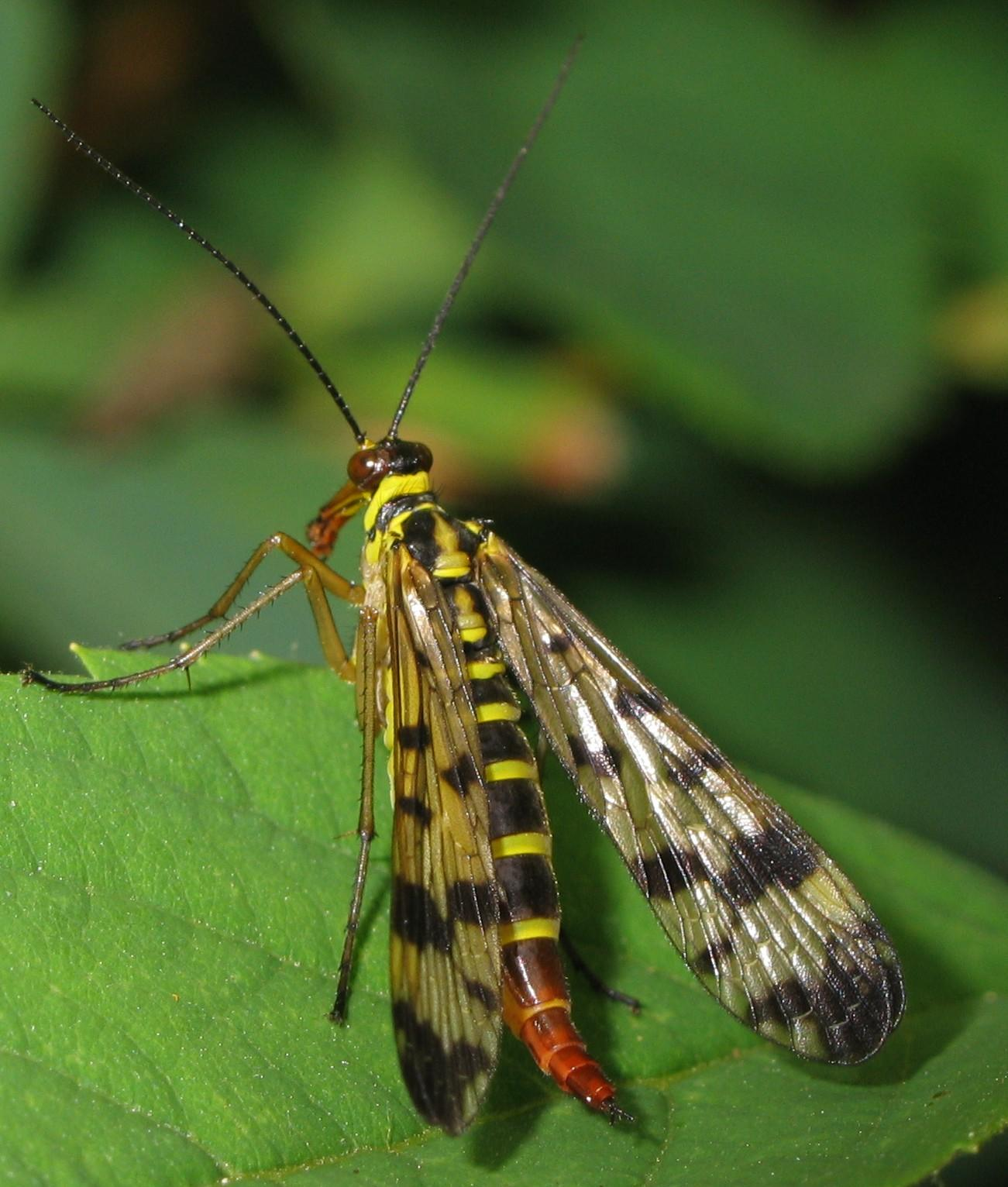
Honan har avsmalnade bakkroppsspets.

Hanarna kan skiljas från honorna genom att deras bakkroppsspets är uppsvälld och försedd med två kloliknande utskott. Det är hanens parningsorgan. Hanen bär det uppåtböjt över kroppen, därav namnet skorpionsländor, då det till utseendet har ansetts påminna om bakkroppen och gadden hos skorpioner. Men skorpionsländan är trots att den ser ut att kunna stickas helt ofarlig.

## Utbredning
Den vanliga skorpionsländan förekommer i Europa och den är en av de tre arter skorpionsländor som finns i Sverige. I Sverige är den vanlig, utom längst i norr. Den föredrar skuggiga livsmiljöer, som skogar, men den finns även i skogskanter, kring gläntor, nära vattendrag och liknande.

## Levnadssätt
Skorpionsländan hör till de insekter som genomgår fullständig förvandling, det vill säga den har en livscykel som omfattar utvecklingsstadierna ägg, larv, puppa och imago. Som larv lever den på marken. Där äter den multnande växter och döda insekter.
Flygperioden äger rum maj-augusti. Välutvecklade vingar till trots kryper den mest omkring i växtligheten i fuktiga, skuggiga lägen nära vatten.
Dess föda består av döda insekter och andra döda smådjur. Ett speciellt beteende hos skorpionsländan är att den ibland uppsöker spindelnät och stjäl spindelns byten. Före och under parningen avsöndrar hanen små salivkulor, som han ger honan. 